# Christian Arendrup
Christian Henrik Arendrup (25. marts 1837 i Frederikshavn – 8. juli 1913 i København) var en dansk officer og guvernør i Dansk Vestindien, bror til Adolph, Albert, Emil og Herluf Arendrup.

## Uddannelse og krigsdeltagelse
Arendrup var søn af garnisonskirurg, senere stiftsfysikus over Fyns Stift og justitsråd Christian Rasmus Arendrup (1803-1871) og Nanna Marie Henne (1811-1899).
Arendrup dimitteredes fra Sorø Akademi som student i 1856. 1857 indtrådte han som elev på Den kongelige militære Højskole og udnævntes efter bestået oprykningseskamen i 1859 til ingeniørsekondløjtnant à la suite med anciennitet fra sin indtrædelse i skolen. Ved afgangen fra højskolen i 1861 trådte han ind i Ingeniørkorpset og forsattes kort efter til Fredericia, hvor han deltog i rustningsarbejderne i anledning af den truende krig med Tyskland. Allerede året efter overgik han imidlertid til ingeniørtropperne i København og deltog med disse i krigen 1864, bl.a. i forsvaret af Dybbølstillingen fra februar, indtil han 15. april blev såret, samt efter at være helbredet i forsvaret af Als de sidste dage før øens fald 29. juni. For sit under krigen udviste forhold udnævntes han samme år til Ridder af Dannebrog. 1867 forfremmedes han til premierløjtnant.

## Søminevæsenet
Da søminevæsenet begyndte at udvikle sig stærkt i udlandet, overdroges det i 1867 Ingeniørkorpset at foretage forsøg på dette område, som da blev ledet af major C.F.N. Schrøder med Arendrup til hjælp. Denne, som tillige fra 1868-70 var lærer i krigsbygningskunst i Officerskolens yngste klasse, foretog i 1868 og 1869 rejser til udlandet for at indhente oplysninger om søminevæsenet, og da Søminetjenesten oprettedes ved Lov af 28. maj 1870, udnævntes han til kaptajn og ansattes som chef for den under ingeniørtropperne oprettede sømineafdeling, i hvilken stilling han foretog flere rejser til udlandet, særlig til Sverige i anledning "af de dansk-norsk-svenske fællesforsøg på søminevæsenets område".

## Guvernør
Da Søminevæsenet i 1880 henlagdes under Søværnet, trådte han uden for nummer i Ingeniørkorpset og overgik til tjeneste ved Søminekorpset, indtil han 1. april 1881 afsluttede sin fortjenstfulde virksomhed for udviklingen af vort Søminevæsen, idet han udnævntes til guvernør for De dansk-vestindiske Øer med karakter som oberst i den dansk-vestindiske hærstyrke. Samtidig blev han Dannebrogsmand. 1884 udnævntes han til Kommandør af 2. grad af Dannebrog og 1885 til oberstløjtnant uden for nummer i Ingeniørkorpset. 1888 blev han Kommandør af 1. grad. 1893 forlod han guvernørposten. Hans virke i Vestindien var præget af flid, præcision og retsind. Fremgangen for den indfødte befolkning optog han, og han støttede stræbsomme husmænd (squatters) og virkede utrætteligt for hospitalsvæsenets og sygeplejens udvikling.
Han genindtrådte i Ingeniørkorpset, blev generalmajor og generalinspektør og chef for Ingeniørkorpset 1900 og fik afsked fra Hæren 1905 og fik samtidig Storkorset. Han var optaget af forsvarssagen og formand for foreningen Det røde Kors.
14. april 1863 ægtede han Almira Kjellerup (12. februar 1841 på St. Thomas – 30. september 1924 i København), datter af konferensråd, forhenværende embedsmand i Vestindien, brandmajor og auditør på St. Thomas og St. Jan, Anders Andersen Kjellerup (1794-1868) og Almira Lindo (1806-1887).
Han er begravet på Garnisons Kirkegård.